# Michala Petri

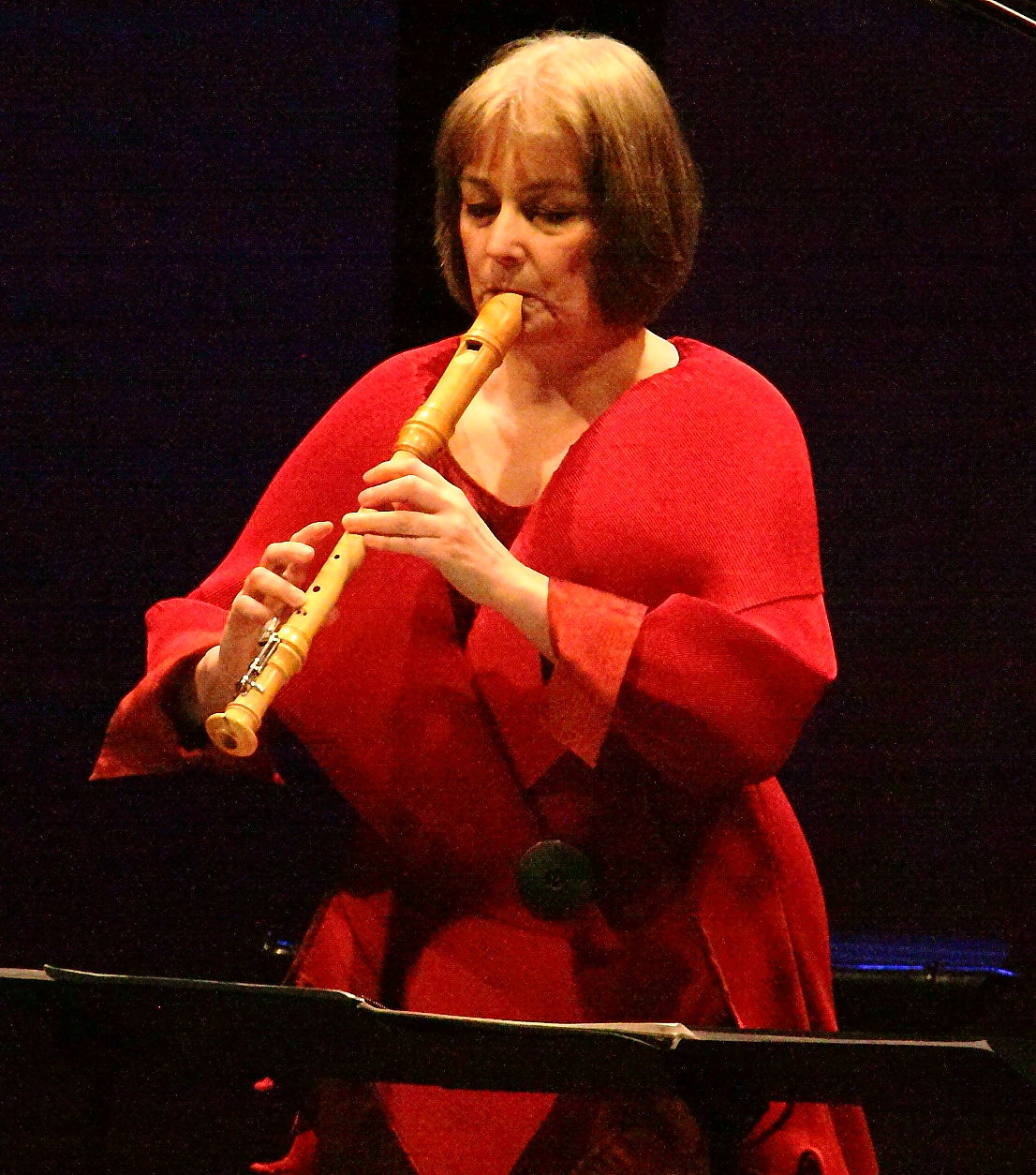
Michala Petri auf dem Festival „Other Minds“ 2013

Michala Petri (* 7. Juli 1958 in Kopenhagen) ist eine dänische Blockflötistin. Sie ist sowohl in der Historischen Aufführungspraxis als auch im romantischen und zeitgenössischen Repertoire und in Crossover-Projekten aktiv. Maßgeblich prägte sie besonders die moderne Blockflötenmusik mit, nicht zuletzt durch Weltersteinspielungen und zahlreiche Stücke, die eigens für sie komponiert wurden.

## Leben
Michala Petri, Tochter der Pianistin Hanne Petri (* 1929) und des Geigers Kanny Sambleben (* 1930), bekam bereits mit drei Jahren ihren ersten Blockflötenunterricht und war im Alter von sechs Jahren erstmals im dänischen Rundfunk zu hören. Im Jahr 1968 gab sie ihr Debüt mit einem Orchester im Tivoli in Kopenhagen. Im gleichen Jahr begann sie ihr Musikstudium bei Ferdinand Conrad an der Hochschule für Musik und Theater Hannover, ebenso ihre internationale Laufbahn im Trio Petri, gemeinsam mit ihrer Mutter am Cembalo oder Klavier und dem Cellisten Gunnar Kvaran, dessen Part ab 1972 ihr Bruder David Petri übernahm. Die Schule brach sie ab und eignete sich das für die Abschlussprüfungen nötige Wissen im Selbststudium an.
Nach dem Schulabschluss mit 17 Jahren gab sie eine Reihe von Konzerten in Dänemark und England. Nach einem Auftritt für die BBC in deren Broadcasting House wurde ihr dabei ein Sechsjahresvertrag mit Philips angeboten, mit dem ihre reguläre Musikerkarriere startete. Michala Petri erhielt zahlreiche Preise und spielte weltweit mit vielen namhaften Künstlern zusammen, darunter Claudio Abbado, Heinz Holliger, Pinchas Zukerman, James Galway, Gidon Kremer, Juri Baschmet, Keith Jarrett, Salvatore Accardo, Maurice André, Christopher Hogwood und Victor Borge. Als Musikherausgeberin hat sie Werke für den dänischen Wilhelm-Hansen-Verlag oder den deutschen Moeck-Verlag bearbeitet.
Michala Petri war von 1992 bis 2006 mit dem Gitarristen und Lautenisten Lars Hannibal (* 1951) verheiratet, mit dem sie seitdem ebenfalls in einem Duo eine künstlerische Partnerschaft verbindet. Gemeinsam gründeten sie für ihre musikalischen Veröffentlichungen 2006 das Label OUR Recordings, das ihnen nicht zuletzt eine größere künstlerische Freiheit gibt. Ihre Stiefmutter Oddvør Johansen ist eine bekannte färöische Schriftstellerin. Ihre Stiefgroßmutter Ingeborg Brams war eine bekannte dänische Schauspielerin.

## Auszeichnungen
- 1995 Ritter des Dannebrog-Ordens
- 1997 Deutscher Schallplattenpreis
- 1997 Nordic Council Music Prize (nominiert)
- 1998 Wilhelm Hansen Musikpreis
- 1998 H.C. Lumbye Preis
- 2000 Léonie-Sonning-Musikpreis
- 2002 Deutscher Schallplattenpreis ECHO Klassik
- Europäischer Solistenpreis der Europäischen Kulturstiftung Pro Europa